# Charmont-sous-Barbuise
Charmont-sous-Barbuise ist eine französische Gemeinde mit 1.039 Einwohnern (Stand: 1. Januar 2022) im Département Aube in der Region Grand Est; sie gehört zum Arrondissement Troyes und zum Kanton Arcis-sur-Aube.

## Geografie
Charmont-sous-Barbuise liegt etwa zwölf Kilometer nordnordöstlich von Troyes an der Autoroute A26 und am Fluss Barbuise. Umgeben wird Charmont-sous-Barbuise von den Nachbargemeinden Montsuzain im Norden, Chaudrey im Norden und Nordosten, Avant-lès-Ramerupt im Nordosten, Longsols und Onjon im Osten, Luyères im Süden und Südosten, Vailly im Südwesten, Feuges im Westen sowie Aubeterre im Nordwesten.

## Geschichte
Am 1. Januar 1973 wurde die bis dahin eigenständige Gemeinde Fontaine-Luyères in die Gemeinde Charmont-sous-Barbuise eingegliedert.

## Bevölkerungsentwicklung
| Jahr                      | 1962 | 1968 | 1975 | 1982 | 1990 | 1999 | 2006 | 2011 | 2016 |
| Einwohner                 | 447  | 501  | 525  | 608  | 648  | 676  | 874  | 1036 | 1027 |
| Quelle: Cassini und INSEE |      |      |      |      |      |      |      |      |      |

## Sehenswürdigkeiten
- Kirche Assomption-de-la-Vierge in Fontaine-Luyères, seit 1972 Monument historique
- Kirche Saint-Symphorien in Charmont-sous-Barbuise aus dem 16. Jahrhundert, seit 1928 Monument historique
- Schloss, seit 1988 Monument historique

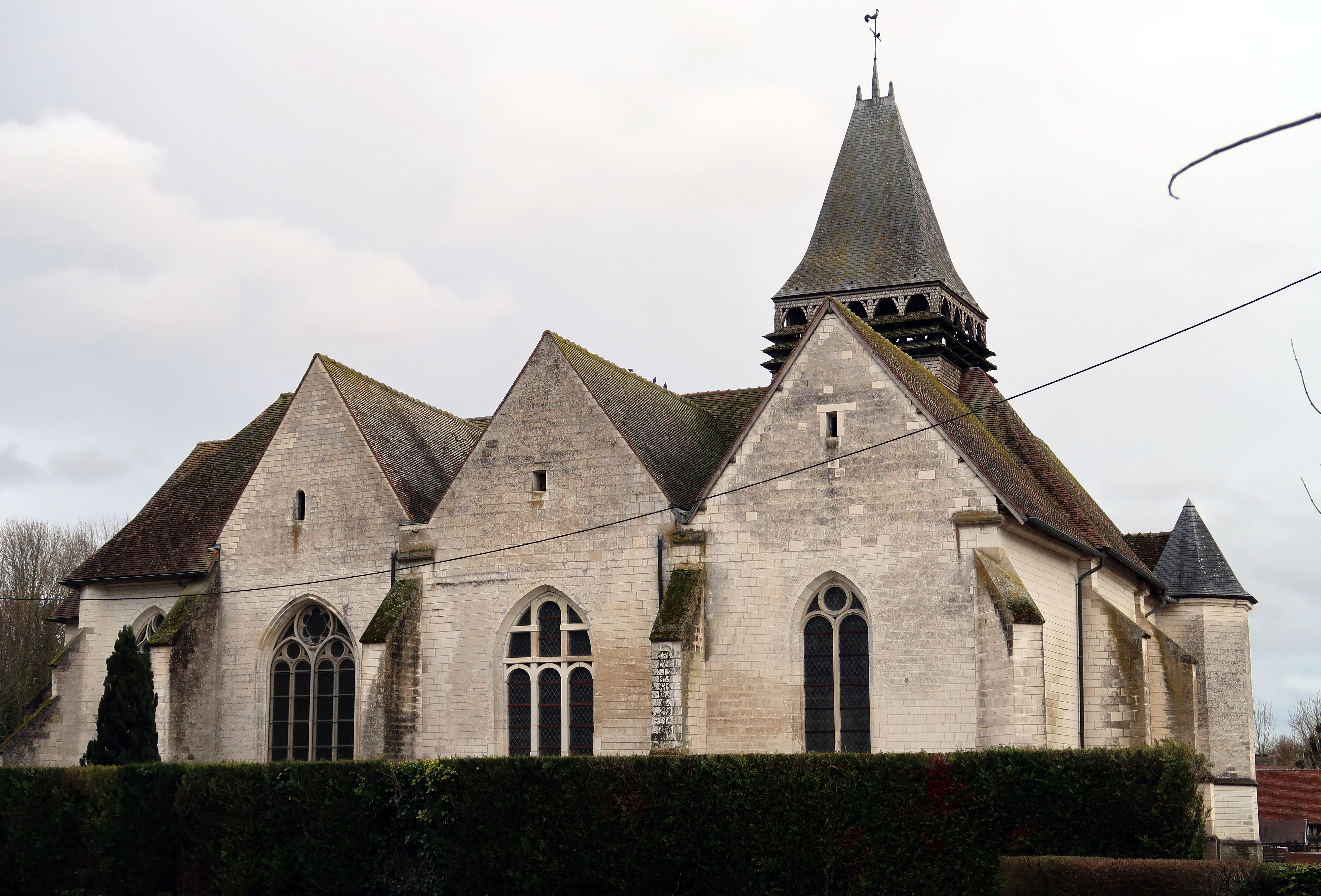
Kirche Saint-Symphorien
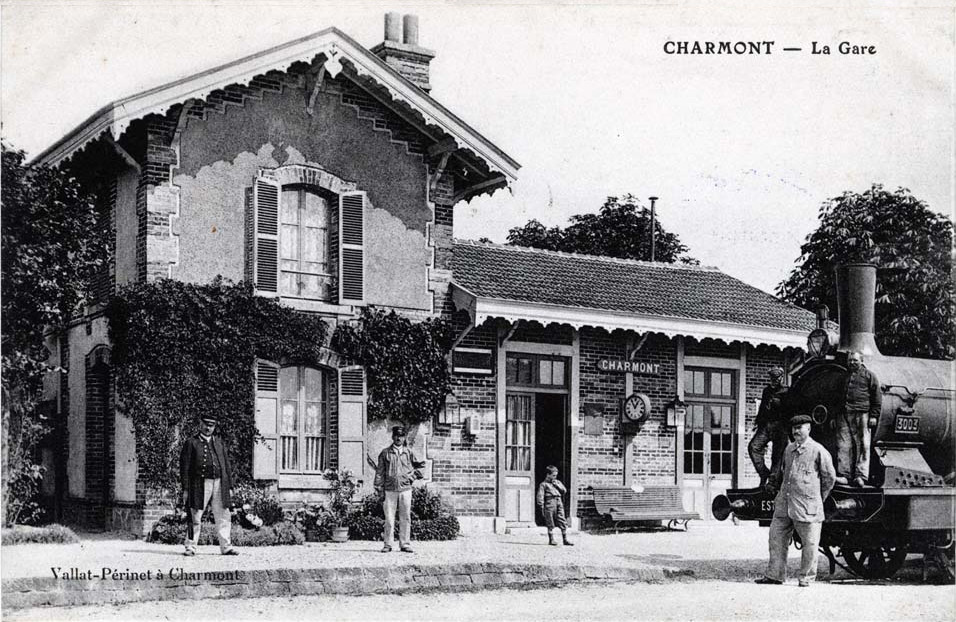
Bahnhof um 1910

## Persönlichkeiten
- Marcel Vallat (1898–1986), Marokko-Minister
- Jean-Marie Bigard (* 1954), Komiker und Regisseur